# 데이비드 모리스 (스키 선수)
데이비드 모리스(영어: David Morris, 1984년 8월 31일~)는 오스트레일리아의 프리스타일 스키 선수, 사진가로 주 종목은 에어리얼이다. 선수 시절 오스트레일리아 국가대표 선수로 활동했으며 올림픽에 3회 참가했다. 그는 2014년 동계 올림픽에서 남자 에어리얼 은메달을 획득했으며 세계 선수권 대회에서 동메달 1개를 획득했다.